# Vòng loại Giải vô địch bóng đá nữ thế giới 2011 (Bảng 5 UEFA)
Bảng 5 Vòng loại Giải vô địch bóng đá nữ thế giới 2011 khu vực châu Âu là một trong các bảng đấu loại do UEFA tổ chức để chọn đội tham dự Giải vô địch bóng đá nữ thế giới 2011. Bảng gồm các đội Anh, Tây Ban Nha, Áo, Thổ Nhĩ Kỳ và Malta.
Đội đầu bảng Anh giành quyền vào vòng play-off.

## Bảng xếp hạng
| Đội         | Tr | T | H | B | BT | BB | HS  | Đ  |
| ----------- | -- | - | - | - | -- | -- | --- | -- |
| Anh         | 8  | 7 | 1 | 0 | 30 | 2  | +28 | 22 |
| Tây Ban Nha | 8  | 6 | 1 | 1 | 37 | 4  | +33 | 19 |
| Áo          | 8  | 3 | 1 | 4 | 14 | 12 | +2  | 10 |
| Thổ Nhĩ Kỳ  | 8  | 2 | 1 | 5 | 10 | 23 | −13 | 7  |
| Malta       | 8  | 0 | 0 | 8 | 1  | 51 | −50 | 0  |

|             | Áo  | Anh | Malta | Tây Ban Nha | Thổ Nhĩ Kỳ |
| ----------- | --- | --- | ----- | ----------- | ---------- |
| Áo          | –   | 0–4 | 6–0   | 0–1         | 4–0        |
| Anh         | 3–0 | –   | 8–0   | 1–0         | 3–0        |
| Malta       | 0–2 | 0–6 | –     | 0–13        | 0–2        |
| Tây Ban Nha | 2–0 | 2–2 | 9–0   | –           | 5–1        |
| Thổ Nhĩ Kỳ  | 2–2 | 0–3 | 5–1   | 0–5         | –          |

## Kết quả
| Malta | 0–13     | Tây Ban Nha |
| ----- | -------- | --- |
|       | Chi tiết | Silvia Meseguer 6' · Adriana 11', 19', 30', 51' · Sonia 26', 36', 38' · Willy 31', 68', 90+3' · Verónica Boquete 53', 75' |

| Tây Ban Nha             | 2–0      | Áo |
| ----------------------- | -------- | -- |
| Sonia 20' · Adriana 32' | Chi tiết |    |

| Anh                                                                               | 8–0      | Malta |
| --------------------------------------------------------------------------------- | -------- | ----- |
| White 8' · F. Williams 21', 39', 66' · Clarke 37', 76' · Westwood 78' · Unitt 87' | Chi tiết |       |

| Áo | 0–1      | Tây Ban Nha |
| -- | -------- | ----------- |
|    | Chi tiết | Adriana 49' |

| Malta | 0–2      | Áo              |
| ----- | -------- | --------------- |
|       | Chi tiết | Aigner 11', 48' |

| Thổ Nhĩ Kỳ | 0–5      | Tây Ban Nha                                                    |
| ---------- | -------- | -------------------------------------------------------------- |
|            | Chi tiết | Adriana 47', 50' (pen), 53' · Sonia 78' · Verónica Boquete 82' |

| Thổ Nhĩ Kỳ | 0–3      | Anh                                      |
| ---------- | -------- | ---------------------------------------- |
|            | Chi tiết | A. Scott 77' · Sanderson 81' · Unitt 85' |

| Anh                                   | 3–0      | Áo |
| ------------------------------------- | -------- | -- |
| Sanderson 16' · Aluko 67' · White 90' | Chi tiết |    |

| Malta | 0–2      | Thổ Nhĩ Kỳ           |
| ----- | -------- | -------------------- |
|       | Chi tiết | Yağmur Uraz 22', 57' |

| Anh         | 1–0      | Tây Ban Nha |
| ----------- | -------- | ----------- |
| Chapman 30' | Chi tiết |             |

| Tây Ban Nha                                                         | 5–1      | Thổ Nhĩ Kỳ       |
| ------------------------------------------------------------------- | -------- | ---------------- |
| Sonia 29' · Adriana 31', 70' · Marta Torrejón 36' · Olabarrieta 40' | Chi tiết | Eylül Elgalp 55' |

| Thổ Nhĩ Kỳ                                                       | 5–1      | Malta    |
| ---------------------------------------------------------------- | -------- | -------- |
| Cansu Yağ 7', 41' · Yağmur Uraz 39', 61' · Bilgin Defterli 45+2' | Chi tiết | Pace 49' |

| Malta | 0–6      | Anh                                                                     |
| ----- | -------- | ----------------------------------------------------------------------- |
|       | Chi tiết | White 7' · K. Smith 15' · F. Williams 29', 82' · Clarke 56' · White 67' |

| Áo                                                      | 6–0      | Malta |
| ------------------------------------------------------- | -------- | ----- |
| Makas 3', 53', 68' · Gröbner 10', 90+1' · Hanschitz 59' | Chi tiết |       |

| Tây Ban Nha             | 2–2      | Anh                      |
| ----------------------- | -------- | ------------------------ |
| Adriana 16' · Sonia 67' | Chi tiết | Unitt 78' · F. White 88' |

| Áo                                                    | 4–0      | Thổ Nhĩ Kỳ |
| ----------------------------------------------------- | -------- | ---------- |
| Burger 8' · Makas 10' · Feiersinger 45' · Gröbner 49' | Chi tiết |            |

| Tây Ban Nha                                                                                              | 9–0      | Malta |
| --- | -------- | ----- |
| Adriana 17', 47', 61', 72' · Ibarra 49', 80' · María Casado 77' · Pace 86' (l.n.) · Verónica Boquete 90' | Chi tiết |       |

| Anh                                    | 3–0      | Thổ Nhĩ Kỳ |
| -------------------------------------- | -------- | ---------- |
| Yankey 23' · E. White 62' · Clarke 78' | Chi tiết |            |

| Áo | 0–4      | Anh                                            |
| -- | -------- | ---------------------------------------------- |
|    | Chi tiết | K. Smith 7', 30' · A. Scott 40' · F. White 80' |

| Thổ Nhĩ Kỳ                                  | 2–2      | Áo                     |
| ------------------------------------------- | -------- | ---------------------- |
| Bilgin Defterli 22' · Cansu Yağ 51' (ph.đ.) | Chi tiết | Burger 66' · Makas 82' |